# Til Deaf Do Us Part
Till Deaf Do Us Part è il decimo album in studio del gruppo rock inglese Slade, pubblicato nel 1981.

## Tracce
1. Rock and Roll Preacher – 5:45
2. Lock Up Your Daughters – 3:27
3. Till Deaf Do Us Part – 3:29
4. Ruby Red – 2:53
5. She Brings Out the Devil in Me – 3:27
6. A Night to Remember – 3:54 (Holder, Lea)
7. M'Hat M'Coat – 1:42
8. It's Your Body Not Your Mind – 3:04
9. Let the Rock Roll Out of Control – 4:00
10. That Was No Lady That Was My Wife – 2:35
11. Knuckle Sandwich Nancy – 3:14
12. Till Deaf Resurrected – 1:05

## Formazione
- Noddy Holder - voce, chitarra
- Dave Hill - chitarra, cori
- Jim Lea - basso, cori, organo
- Don Powell - batteria